# Мисс Вселенная 2007
Мисс Вселенная 2007 (англ. Miss Universe 2007) — 56-й ежегодный конкурс красоты «Мисс Вселенная», который выиграла Риё Мори, представлявшая Японию. Он прошёл 28 мая 2007 года в National Auditorium в Мехико, Мексика. 77 участниц боролись за этот титул, который перешёл от предыдущей победительницы из Пуэрто-Рико Сулейки Ривера.
Конкурс состоялся за два месяца до того, как он был проведён в 2006 году, и прошёл в период с конца мая и до начала июня. «Мисс Вселенная 2006» Сулейка Ривера носила титул чуть более 10 месяцев, один из самых коротких периодов в истории конкурса. Участницы начали прибывать в Мехико 30 апреля 2007 года и до финальных соревнований должны были пройти ряд подготовительных этапов и конкурсов.
Мексика уже в четвёртый раз была принимающей страной и второй раз конкурс проводился в Мехико (городе, проводящем конкурс «Мисс Вселенная»). Впервые Мексика принимала конкурс в 1978 году в Акапулько, затем в 1989 году состязание прошло в Канкуне, а «Мисс Вселенная 1993» был проведён в Мехико.
Ведущими конкурса были Марио Лопес и Ванесса Миннилло. Минилло — корреспондентка Entertainment Tonight и бывшая Юная Мисс США 1998 года, на конкурсе «Юная Мисс США» 2004 года она выступала уже в качестве ведущей. Лопес был ведущим на конкурсах «Юная Мисс США» 1998 года (в котором победила Ванесса Минилло) и на «Юная Мисс США» 2003 года.
Сулейка Ривера украсила голову победительницы Риё Мори официальной короной Mikimoto, в этот момент корона выскользнула из её рук и чуть не упала на пол. Мори удалось поймать корону, которая изготовлена из бриллиантов и жемчуга, и на сумму более $ 250,000.

## Конкурс
До финального раунда все участницы проходили конкурсы в купальниках и вечерних платьях в ходе предварительного конкурса. Они также участвовали в интервью с судьями.
В финале Топ-15 участниц (на основе их предварительных баллов) участвовали в конкурсе купальников, а Топ-10 участвовали в конкурсе вечерних платьев. Оставшиеся пять участниц, вышедшие в финал, приняли участие в заключительном раунде на этапе собеседования, и было объявлено о новой «Мисс Вселенная» — Риё Мори.

## Инцидент со зрителями
Рэйчел Смит, Мисс США, была освистана во время конкурса, и зрители громко выражали неодобрение во время её финального интервью. Когда она ответила на вопрос, были громкие выкрики: «Мексика! Мексика!». Зрители продолжали выкрики, пока она не ответила на испанском языке. Это могло быть связано с тем, что Мисс США вошла в пятёрку финалисток, несмотря на то, что поскользнулась и упала во время дефиле в вечернем наряде, в то время как зрители её не поддерживали. Кроме того, политический вопрос между двумя странами, такой, как незаконная иммиграционная политика, а также Война с террором. Это было сделано после аналогичного инцидента, в ходе Мисс Вселенная 1993, при том, что в том году Мисс США, Кения Мур, также была освистана.
Смит также была освистана во время соревнования в национальном костюме на проводимом под открытым небом мероприятии, состоявшемся до начала финальных соревнований, где вход был бесплатным для публики.

## Результаты

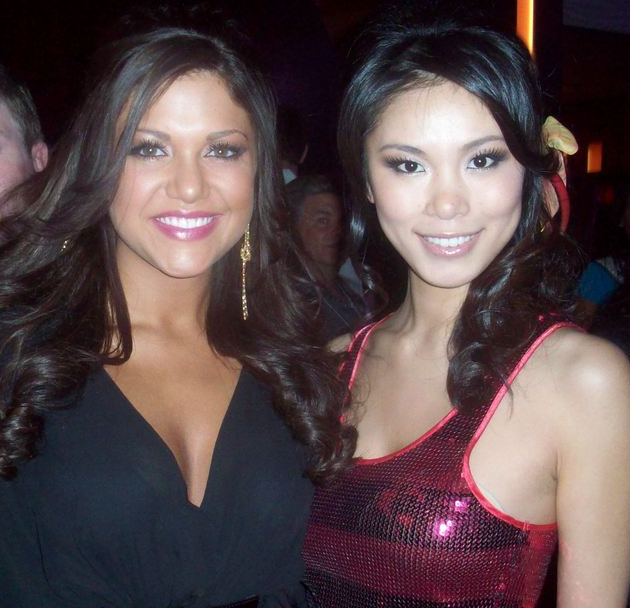
Мисс Вселенная 2007 Риё Мори и Юная Мисс США Хиллари Крус

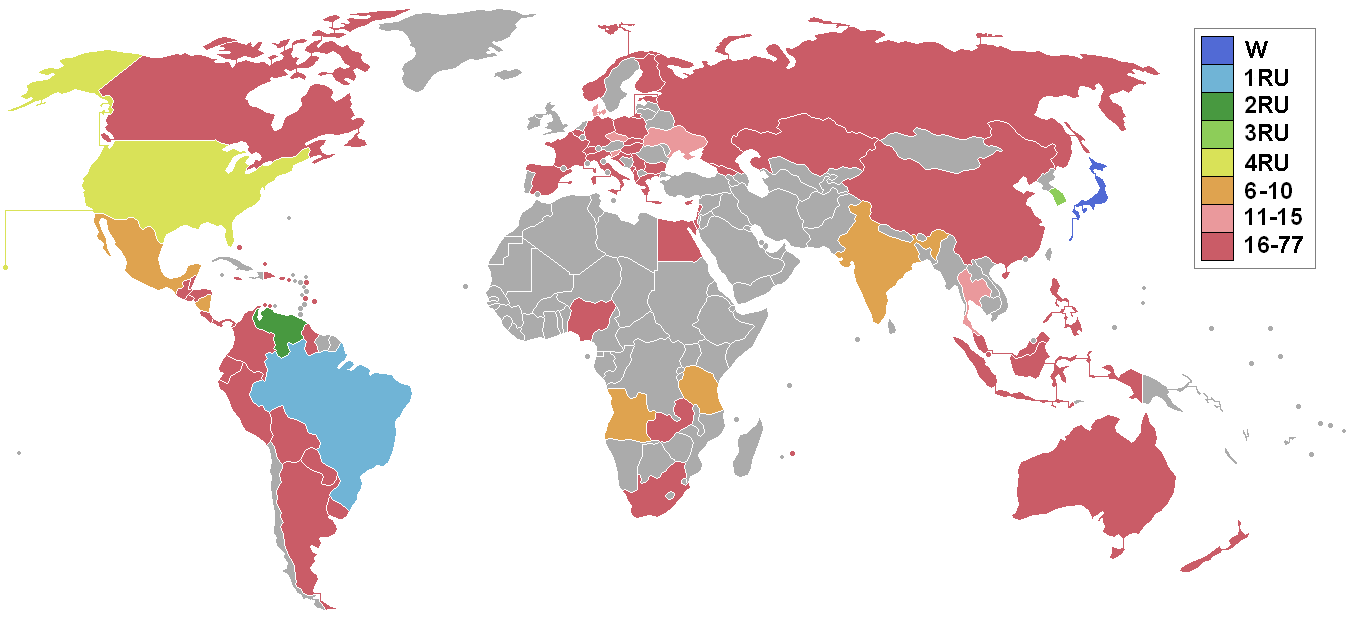
Страны-участницы конкурса «Мисс Вселенная» 2007 года

| Финальные результаты | Участница |
| -------------------- | --- |
| Мисс Вселенная 2007  | - Япония — Риё Мори |
| 1 Вице-Мисс          | - Бразилия — Наталия Гимарайнш |
| 2 Вице-Мисс          | - Венесуэла — Ли Йонайтис |
| 3 Вице-Мисс          | - Республика Корея — Ха Ни Ли |
| 4 Вице-Мисс          | - США — Рэйчел Смит |
| Топ 10               | - Никарагуа — Ксиомара Блондино - Танзания — Флавиана Матата - Ангола — Микаэла Рейш - Мексика — Роза Мария Охеда - Индия — Пуджа Гупта |
| Топ 15               | - Словения — Tjaša Kokalj - Чехия — Люси Хадасова - Дания — Жаклина Соджик - Таиланд — Фарунг Ютхимтхум - Украина — Людмила Бикмуллина  |

### Результаты в конкурсах
| \| Страна \| Конкурс в купальниках \| Конкурс в вечерних платьях \| \| ---------------- \| --------------------- \| -------------------------- \| \| Япония \| 9.599 (1) \| 8.943 (4) \| \| Бразилия \| 9.560 (2) \| 9.599 (1) \| \| Венесуэла \| 8.971 (7) \| 9.510 (2) \| \| Республика Корея \| 9.458 (3) \| 9.183 (3) \| \| США \| 8.995 (6) \| 8.754 (5) \| \| Танзания \| 9.223 (4) \| 8.488 (6) \| \| Ангола \| 9.150 (5) \| 8.363 (7) \| \| Мексика \| 8.527 (9) \| 7.850 (8) \| \| Индия \| 8.548 (8) \| 7.825 (9) \| \| Никарагуа \| 9.171 (10) \| 8.674 (10) \| \| Словения \| 8.163 (11) \| \| \| Чехия \| 8.113 (12) \| \| \| Дания \| 7.969 (13) \| \| \| Таиланд \| 7.940 (14) \| \| \| Украина \| 7.900 (15) \| \| | Победительница Первая вице-мисс Вторая вице-мисс Третья вице-мисс Четвёртая вице-мисс Топ-10 Топ-15 (#) Позиция после каждого раунда соревнований |                            |

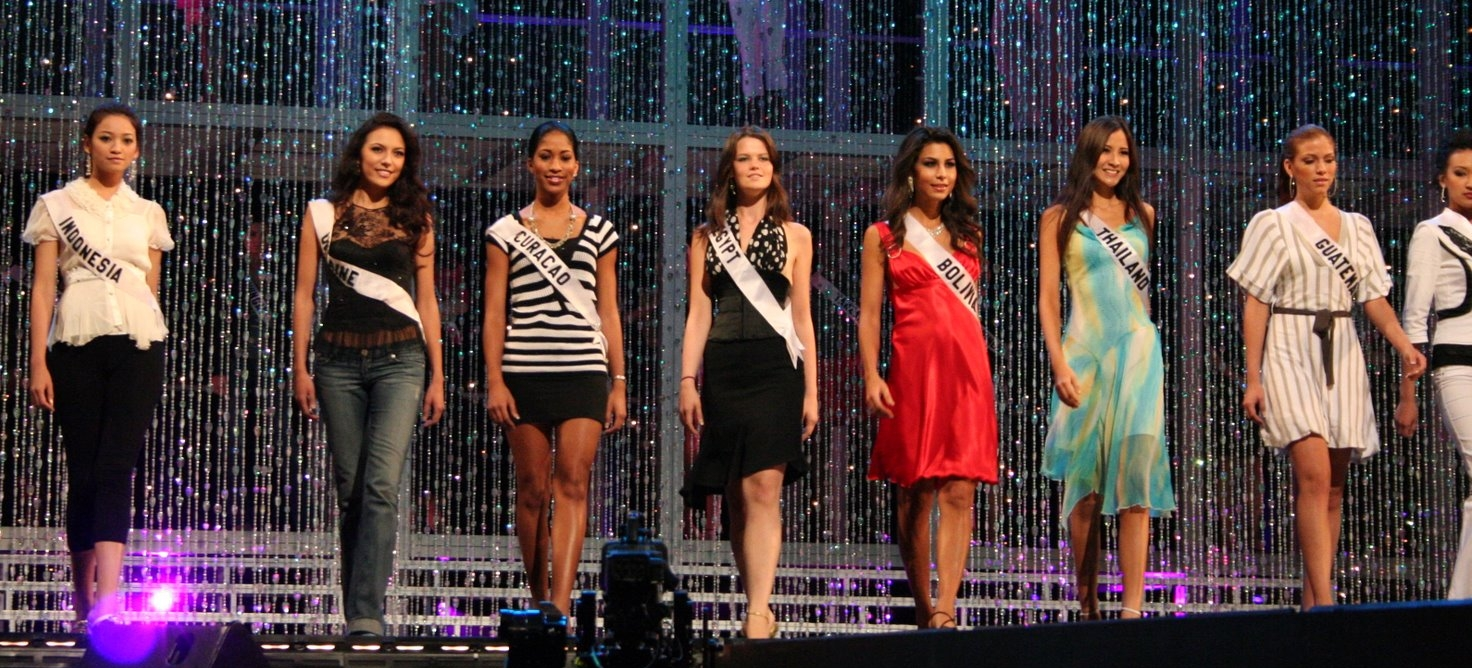
Участницы Мисс Вселенная 2007 — Мисс Индонезия, Мисс Украина, Мисс Кюрасао, Мисс Египет, Мисс Боливия, Мисс Таиланд, Мисс Гватемала

| Страна | Конкурс в купальниках | Конкурс в вечерних платьях |
| Япония | 9.599 (1) | 8.943 (4)                  |
| Бразилия | 9.560 (2) | 9.599 (1)                  |
| Венесуэла | 8.971 (7) | 9.510 (2)                  |
| Республика Корея | 9.458 (3) | 9.183 (3)                  |
| США | 8.995 (6) | 8.754 (5)                  |
| Танзания | 9.223 (4) | 8.488 (6)                  |
| Ангола | 9.150 (5) | 8.363 (7)                  |
| Мексика | 8.527 (9) | 7.850 (8)                  |
| Индия | 8.548 (8) | 7.825 (9)                  |
| Никарагуа | 9.171 (10) | 8.674 (10)                 |
| Словения | 8.163 (11) |                            |
| Чехия | 8.113 (12) |                            |
| Дания | 7.969 (13) |                            |
| Таиланд | 7.940 (14) |                            |
| Украина | 7.900 (15) |                            |

### Специальные награды
| Премия                     | Участница                         |
| -------------------------- | --------------------------------- |
| Мисс Конгениальность       | - Китай — Чжан Нингнинг           |
| Лучший национальный костюм | - Индонезия Агни Пратишта         |
| Мисс Фотогеничность        | - Филиппины — Анна Тереза Ликарос |

## Участницы
| Страна                   | Фото | Участница                                      | Возраст | Рост | Родной город |
| ------------------------ | ---- | ---------------------------------------------- | ------- | ---- | ------------ |
| Австралия                |      | Кимберли Бустид (Kimberley Busteed)            |         |      |              |
| Албания                  |      | Садина Ала (Sadina Alla)                       |         |      |              |
| Ангола                   |      | Микаэла Рейш (Micaela Reis)                    |         |      |              |
| Антигуа и Барбуда        |      | Стефани Уинтер (Stephanie Winter)              |         |      |              |
| Аргентина                |      | Даниэла Стукан (Daniela Stucan)                |         |      |              |
| Аруба                    |      | Каролина Равен (Carolina Raven)                |         |      |              |
| Багамские острова        |      | Тринер Линс (Trinere Lynes)                    |         |      |              |
| Барбадос                 |      | Джевель Гарнер (Jewel Garner)                  |         |      |              |
| Белиз                    |      | Мария Джеффри (Maria Jeffery)                  |         |      |              |
| Бельгия                  |      | Аннелин Куревиц (Annelien Coorevits)           |         |      |              |
| Болгария                 |      | Гергана Кочанова (Gergana Kochanova)           |         |      |              |
| Боливия                  |      | Джессика Джордан (Jessica Jordan)              |         |      |              |
| Бразилия                 |      | Наталия Гимарайнш (Natália Guimarães)          |         |      |              |
| Венгрия                  |      | Илдико Бона (Ildikó Bóna)                      |         |      |              |
| Венесуэла                |      | Ли Йонайтис (Ly Jonaitis)                      |         |      |              |
| Гайана                   |      | Мелисеа Пейн (Meleesea Payne)                  |         |      |              |
| Гватемала                |      | Алида Боэр (Alida Boer)                        |         |      |              |
| Германия                 |      | Ангелина Гласс (Angelina Glass)                |         |      |              |
| Гондурас                 |      | Венди Сальгадо (Wendy Salgado)                 |         |      |              |
| Греция                   |      | Дукисса Нумику (Doukissa Nomikou)              |         |      |              |
| Грузия                   |      | Ана Георгилашвили (Ana Giorgelashvili)         |         |      |              |
| Дания                    |      | Жаклина Соджик (Žaklina Šojić)                 |         |      |              |
| Доминиканская республика |      | Массиель Таверас (Massiel Taveras)             |         |      |              |
| Египет                   |      | Эхсан Хатем (Ehsan Hatem)                      |         |      |              |
| Замбия                   |      | Розмари Чилеши (Rosemary Chileshe)             |         |      |              |
| Израиль                  |      | Шарон Кенетт (Sharon Kenett)                   |         |      |              |
| Индия                    |      | Пуджа Гупта (Puja Gupta)                       |         |      |              |
| Индонезия                |      | Агни Пратишта (Agni Pratistha)                 |         |      |              |
| Испания                  |      | Наталия Сабала (Natalia Zabala)                |         |      |              |
| Италия                   |      | Валентина Масси (Valentina Massi)              |         |      |              |
| Казахстан                |      | Гаухар Рахметалиева (Gaukhar Rakhmetaliyeva)   |         |      |              |
| Канада                   |      | Инга Ская (Inga Skaya)                         |         |      |              |
| Кипр                     |      | Поливия Ахиллеос (Polyvia Achilleos)           |         |      |              |
| Китай                    |      | Чжан Нингнинг (Zhang Ningning)                 |         |      |              |
| Колумбия                 |      | Эйлин Рока (Eileen Roca)                       |         |      |              |
| Коста-Рика               |      | Вероника Гонсалес (Veronica González)          |         |      |              |
| Ливан                    |      | Надин Нджейм (Nadine Njeim)                    |         |      |              |
| Маврикий                 |      | Сандра Фаро (Sandra Faro)                      |         |      |              |
| Малайзия                 |      | Аделейн Чин (Adelaine Chin)                    |         |      |              |
| Мексика                  |      | Роза Мария Охеда (Rosa María Ojeda)            |         |      |              |
| Нигерия                  |      | Эбинабо Поттс-Джонсон (Ebinabo Potts-Johnson)  |         |      |              |
| Никарагуа                |      | Ксиомара Блондино (Xiomara Blandino)           |         |      |              |
| Новая Зеландия           |      | Лорал Барретт (Laural Barrett)                 |         |      |              |
| Норвегия                 |      | Кирби Анн Баскен (Kirby Ann Basken)            |         |      |              |
| Панама                   |      | Соранхель Матос (Sorangel Matos)               |         |      |              |
| Парагвай                 |      | Мария Мальдонадо (María Maldonado)             |         |      |              |
| Перу                     |      | Химена Элиас (Jimena Elías)                    |         |      |              |
| Польша                   |      | Дорота Гаврон (Dorota Gawron)                  |         |      |              |
| Пуэрто-Рико              |      | Вильмадилис Бласини (Wilmadilis «Uma» Blasini) |         |      |              |
| Россия                   |      | Татьяна Котова (Tatiana Kotova)                |         |      |              |
| Сальвадор                |      | Лиссетте Родригес (Lissette Rodríguez)         |         |      |              |
| Сент-Люсия               |      | Йоанна Хенри (Yoanna Henry)                    |         |      |              |
| Сербия                   |      | Теодора Марцич (Teodora Marčić)                |         |      |              |
| Сингапур                 |      | Джессика Тан (Jessica Tan)                     |         |      |              |
| Словакия                 |      | Лусия Сенасиова (Lucia Senášiová)              |         |      |              |
| Словения                 |      | Tjaša Kokalj (Tjaša Kokalj)                    |         |      |              |
| США                      |      | Рэйчел Смит (Rachel Smith)                     |         |      |              |
| Таиланд                  |      | Фарунг Ютхимтхум (Farung Yuthithum)            |         |      |              |
| Танзания                 |      | Флавиана Матата (Flaviana Matata)              |         |      |              |
| Украина                  |      | Людмила Бикмуллина (Lyudmila Bikmullina)       |         |      |              |
| Уругвай                  |      | Джаннина Сильва (Giannina Silva)               |         |      |              |
| Финляндия                |      | Ноора Хаутангас (Noora Hautakangas)            |         |      |              |
| Франция                  |      | Рашель Легрен-Трапани (Rachel Legrain-Trapani) |         |      |              |
| Хорватия                 |      | Елена Марос (Jelena Maros)                     |         |      |              |
| Швейцария                |      | Криста Ригоцци (Christa Rigozzi)               |         |      |              |
| Эстония                  |      | Виктория Азовская (Viktoria Azovskaja)         |         |      |              |
| ЮАР                      |      | Меган Коулман (Megan Coleman)                  |         |      |              |
| Ямайка                   |      | Зара Редвуд (Zahra Redwood)                    |         |      |              |
| Япония                   |      | Риё Мори (Riyo Mori)                           |         |      |              |

## Судьи
Ниже представлены знаменитости, судившие финальный конкурс. Кристиан Мартель была добавлена в список жюри за день до финала.
- Джеймс Кайсон Ли — актёр телесериала «Герои»;
- Линдсей Клабин — модель на шоу Deal or No Deal;
- Тони Ромо — квотербек Dallas Cowboys;
- Дэйв Наварро — рок-звезда;
- Мишель Кван — пятикратная чемпионка мира и серебряный (1998) и бронзовый (2002) призёр Олимпийских игр по фигурному катанию;
- Маурисио Ислас — мексиканский актёр;
- Марк Бауэр — дизайнер;
- Нина Гарсиа — судья на шоу Проект Подиум и руководитель отдела моды в журнале Elle magazine;
- Дайанара Торрес — победительница конкурса «Мисс Вселенная 1993», представлявшая Пуэрто-Рико;
- Кристиан Мартель — победительница конкурса «Мисс Вселенная 1953», представлявшая Францию.

## Фоновая музыка
- Конкурс в национальных костюмах: «Say It Right» by Нелли Фуртадо
- Конкурс в купальниках: «Wanna Play», «Cariño Mio» and «Money Money» by RBD
- Конкурс в вечерних платьях : «Give It Up To Me» by Sean Paul (featuring Keyshia Cole)

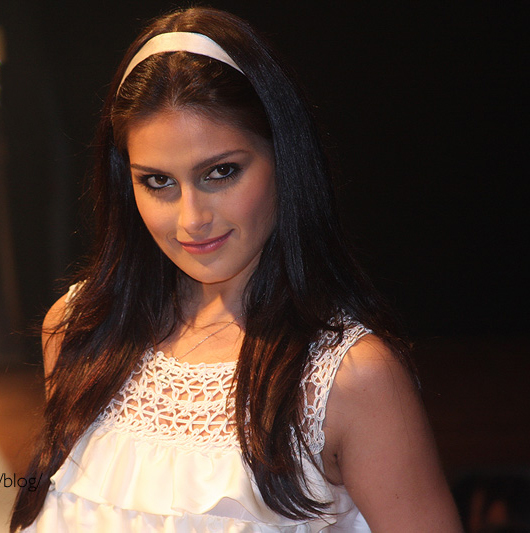
Представительница Бразилии — 1-я вице-мисс

### Дебют
- Танзания решила принять участие в конкурсе, выставив первую представительницу на конкурс[6].
- Последовало за участием Черногории (2006), Сербия и Черногория участвовали во второй раз.

### Отказавшиеся от участия
- Каймановы Острова, Чили, Эфиопия, Гана, Исландия, Ирландия, Латвия, Намибия, Северные Марианские острова, Сент-Мартен, Сент-Винсент и Гренадины, Швеция, Тринидад и Тобаго, Турция и Великобритания не участвовали в конкурсе Мисс Вселенная 2007.
- Тринидад и Тобаго  не участвовал, так как Мисс Тринидад и Тобаго исполнилось 15 лет, а также отсутствия финансовой поддержки. Кениша Том, которая представляла Тринидад и Тобаго в 2006, обратилась к правительству и бизнесу с просьбой о поддержке конкурса и пока не добилась успеха.[7]
- Аруни Раджапакша, представляющая Шри-Ланку  на конкурсе, написала на сайте, что не сможет участвовать в конкурсе Мисс Вселенная.[8] На 5 мая она официально объявила о своем отказе. Позже она участвовала в конкурсе Мисс Вселенная 2008.

### Страны, возвратившиеся на конкурс
- Гондурас,[9] в последний раз участвовал в 2002.
- Барбадос, Белиз, Кюрасао, и Италия, которые в последний раз участвовали в 2005.

### Формат изменений
- Впервые в истории конкурса Мисс Индия (Femina Miss India) победительница представляла Индию на конкурсе Мисс Мира 2007, в то время как первая вице-мисс представляла страну на конкурсе Мисс Вселенная 2007.[10]
- Также в 2006 победительница конкурса Мисс Израиль участвовала в конкурсе Мисс Мира, в то время как первая вице-мисс представляла страну на конкурсе Мисс Вселенная.

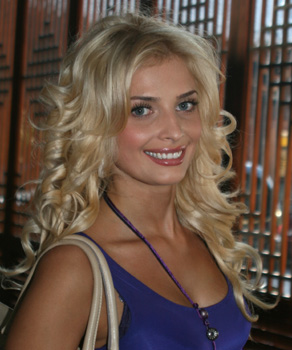
Представительница России

## Подробнее об участницах
Некоторые участницы приняли участие в других международных соревнованиях.
- -  Мисс Германия Ангелина Гласс и  Мисс Норвегия Кирби Энн Баскен Half-Filipino, принимающей Ванесса Минилло.** Мисс Гватемала (Алида Боер) участвовала в Miss Teen International 2000, где стала первой вице-мисс, она также участвовала в Мисс Мира 2009 в городе Йоханнесбург, ЮАР 12 декабря, 2009. Мисс Перу  (Химена Элиас) участвовала в подобном конкурсе в 2006, где была первой вице-мисс.
  - Мисс Белиз  (Мария Джеффери), сестра которой участвовала в Мисс Вселенная 1999 — Виола Джеффери. Критик предположил, что мисс Белиз была бы в числе 15 лучших на Мисс Вселенная 2007, однако она пропустила этот конкурс. Мария участвовала в конкурсе Мисс Интернешнл 2007 (состоявшегося в Белизе) три месяца спустя.
  - Мисс Боливия (Джессика Джордан Бартон) участвовала в конкурсе Мисс Земля 2006 в Маниле. Она не дошла до полуфинала, но вошла в Топ-15 и участвовала в конкурсе в купальниках. Она выиграла Miss Reina Internacional Del Cafe 2008/Miss International Queen Of Coffee 2008. Конкурс был в Колумбии.
  - Мисс Аргентина (Даниэла Стукан) участвовала в Мисс Мира 2000, где не вошла в число финалисток, и Мисс Земля 2001, где была третьей вице-мисс.
  - Мисс Замбия (Роземари Чилеше) участвовала в Мисс Мира 2004, где не вошла в число финалисток.
  - Мисс Норвегия  (Кирби Энн Басен) выиграла титул Mutya ng Pilipinas 2006, и участвовала в "Мисс Интерконтиненталь-2006, прошедший на Филиппинах, где она была полуфиналисткой.
  - Мисс Польша  (Дорота Гаврон) стала победительницей «Мисс Балтийское море и Скандинавия» в сентябре 2006. Второй вице-мисс стала Мисс Дания, Заклина Соджик. Первой вице-мисс стала Sif Aradóttir, представляющая страну Исландия на Мисс Вселенная 2006.
  - Мисс Коста-Рика  (Вероника Гонсалес), выигравшая титул Reina Mundial del Banano в 2006.
  - Мисс Бразилия (Наталиа Гимарайнш) выиграла конкурс «Top Model of the World 2007» и участвовала в Miss Intercontinental 2006, где стала полуфиналисткой.
  - Мисс Ангола (Микаэла Рейш), Мисс Испания (Наталиа Сабала), Мисс Россия (Татьяна Котова), Мисс Южная Африка (Меган Колеман), Мисс Франция (Рашель Легрен-Трапани) и Мисс Ливан (Надин Нджейм), участвовали в конкурсе Мисс Мира 2007.
  - Мисс Никарагуа (Ксиомара Блондино) и Мисс Пуэрто-Рико (Ума Бласини) участвовали в июле в конкурсе Miss Tourism Queen International 2007.
  - Мисс Ангола (Микаэла Рейш) участвовала в конкурсе Мисс Мира 2007, где стала первой вице-мисс.
  - Мисс Уругвай (Джаннина Милва) победила в конкурсе «Miss América Latina 2007» после завершения конкурса Мисс Вселенная 2007. Она была, однако, лишена титула по неизвестным причинам.
  - Мисс Доминиканская республика (Массиель Таверас) участвовала в Reina Hispanoamericana 2007, проходящем в Боливии. Она имеет такую же фамилию, как представительница Доминиканской Республики в конкурсе "Мисс Вселенная 2006.
  - Мисс Аруба (Каролина Равен) выиграла в конкурсе «Miss Teen International» в 1999 году.
  - Мисс Китай (Чжан Ниннин) победительница «Miss Liaoning (China) Universe 2007», победительница Мисс Вселенная Китай 2007 Wei Ziya участвовала в конкурсе Мисс Вселенная 2008.
  - Мисс Ямайка (Зара Редвуд) является первой представительницей европейской расы из Ямайки на конкурсе Мисс Вселенная[11].
  - Мисс Маврикий, Мелоди Селвон, не участвовала и её заменила первая вице-мисс Сандра Фаро, потому что Мелоди исполнилось 16 лет.[12] Правила конкурса Мисс Вселенная запрещают участвовать женщинам моложе 18 лет.
  - Мисс Ливан Надин Нджейм участвовала в конкурсе Мисс Вселенная после Мисс Ливан 2004 (которая участвовала в Мисс Вселенная 2005). Два года представительница Ливана не участвовала в конкурсе.

### Национальные костюмы
- Индонезия и  Малайзия: для Мисс Малайзия использован национальный костюм, который повторял одежду от народа даяки, который является также национальным костюмом Индонезии. Его специально сшили для Мисс Малайзия Агни Пратишта. Поэтому, когда Агни надела облегающую одежду, вышел спор на форуме, который гласил, что она использовала одежду из Индонезии народа Даяк в качестве культуры Малайзии. Из-за этого форума, который поддерживает Агни, можно ожидать, что на форуме объяснили, как культуры Индонезии и Малайзии похожи. У Агни спросили о наличии культуры даяков, который присутствует в Индонезии и Малайзии (Serumpun).[13]
- Мексика : В апреле 2007 разногласия возникли из-за предлагаемого национального костюма Роза Мария Охеда, мисс Мексика. На юбке костюма изображены сцены из войны Кристеро, католического восстания в 1920-е годы, в которых тысячи людей были убиты.[14] Наряд включал пояс с пулями и ожерелье с распятием[15]. Проект был выбран из более чем 30 других, и был предназначен для показа культуры Мексики и её истории, но это вызвало споры среди тех, кто утверждает, что он был в плохом вкусе и неуместным для конкурса.[14] Представители Мексики сказали, что костюм будет изменён, и в него войдут сцены из жизни острова Гваделупа[14].